# Мираван
«Мираван» (англ. Miravan Breaking Open the Tomb of his Ancestors in Search of Wealth, «Мираван взламывает гробницу своих предков») — картина английского художника Джозефа Райта, завершённая в 1772 году.
История Миравана описывается в произведении «Letters Concerning Taste» британского писателя и поэта Джона Гилберта Купера (англ. John Gilbert Cooper). В истории описывается, как именитый арабский дворянин вскрыл могилу одного из своих предков. Мираван навещал могилу своих предков, когда обнаружил на одной из гробниц надпись, согласно которой в этой гробнице лежат такие сокровища, которыми не обладал сам Крёз, лидийский царь. Мираван из алчности велит рабочим взломать эту гробницу. На картине показаны тоска и отвращение при виде того, что надпись была лишь обманом (в гробнице обнаружились лишь кости и сор); надпись в гробнице гласит, что отныне Миравану никогда не будет покоя за то, что он потревожил погребённого из-за своей ненасытной любви к золоту, и что вечный покой — то самое сокровище, которым не обладал Крёз. Этот рассказ предостерегает от постановки материальных ценностей превыше всего остального.
История, по которой нарисована картина, была опубликована в 1755 году; сам Купер утверждал, что у неё подлинные персидские корни, не имеющие строго определённого источника. Аналогичная история была описана у Геродота — о Дарии, сыне Гистаспа, вскрывшем могилу царицы Вавилона Нитокрис, которая оставляла распоряжение не вскрывать свою могилу без крайней на то необходимости. Дарий обнаружил в гробнице лишь тело царицы и надпись о том, что не алчный и не жадный до денег никогда не потревожил бы покой мёртвых.
Джозеф Райт известен своими работами с необычным освещением; в этой картине необычность освещения совмещена с нео-готическим стилем, также использованным Райтом в картине «Демокрит изучает анатомию» (Democritus studying anatomy), и с классическими образами. Обе эти картины, как и «Философ при свете лампы», показывают знакомство художника с человеческой анатомией.
В 1772 году картина была выгравирована Валентайном Грином (Valentine Green), и, как и многие другие картины Райта, с их тёмными и светлыми частями, хорошо подошла для меццо-тинто (в случае данной картины есть два источника света — лунный свет, подчёркивающий драматичность ситуации, и масляная лампа).
Картина была при жизни Райта куплена мистером Милном (Mr Milne, который, вероятно, был из Вейкфилда), и поступила в коллекцию Музея и художественной галереи Дерби в 1935 году брагодаря государственной финансовой поддержке Великобритании.